# Bondi Icebergs

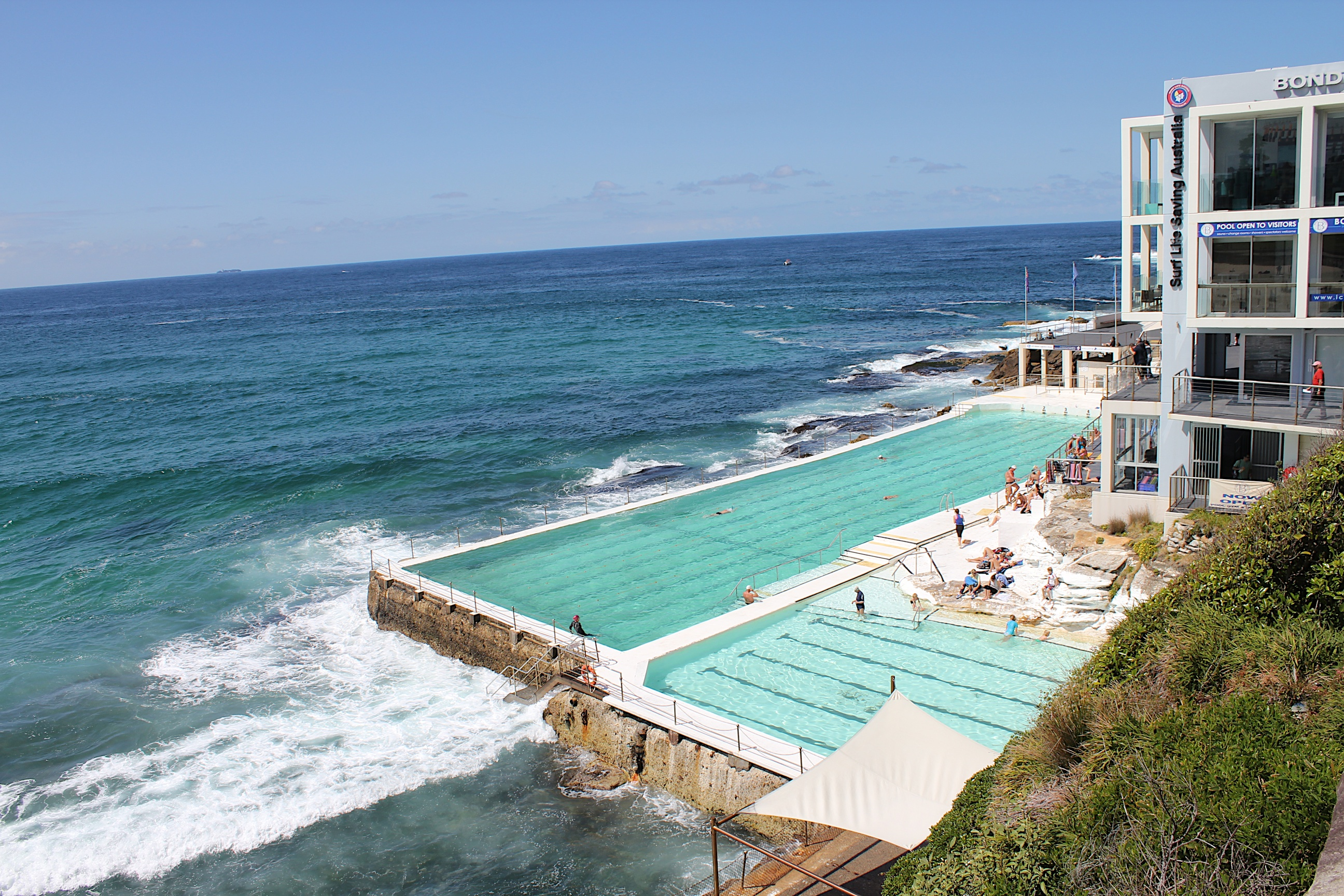
La piscine de Bondi Icebergs.

Bondi Icebergs est un club de natation australien dont la piscine est située à une extrémité de la plage de Bondi, non loin de Sydney, en Nouvelle-Galles du Sud. Il a été fondé en 1929.